# 阿吉拉尔德武雷瓦
阿吉拉尔德武雷瓦，是西班牙卡斯蒂利亚-莱昂布尔戈斯省的一个市镇。总面积9平方公里，总人口86人（2001年），人口密度10人/平方公里。